# Gräberfeld von Guldrupe

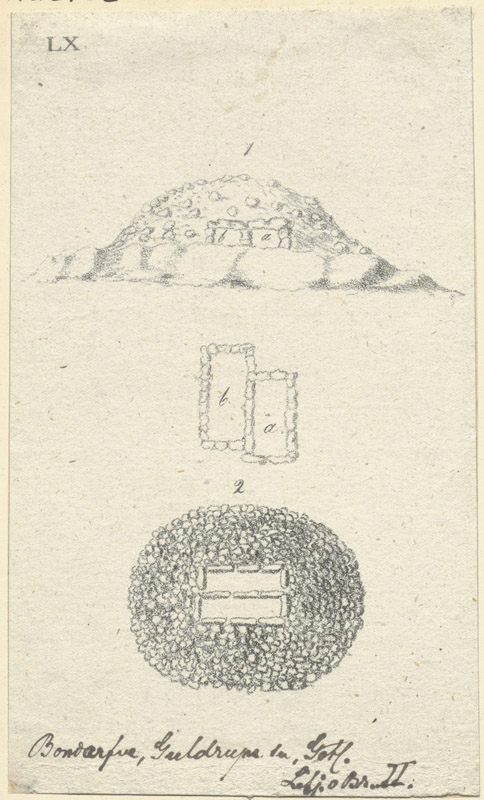
Röse von Guldrupe

Das Gräberfeld von Guldrupe liegt nördlich der Straße I 573 zwischen Guldrupe und Bjärges auf der schwedischen Insel Gotland. Das etwa 60 × 35 m messende Feld besteht aus einer Röse und vier runden Steinsetzungen. Die Rose hat etwa 20 m Durchmesser und ist 0,8 bis 1,2 m hoch. Die Feld- und Kalksteine messen 0,2 bis 0,6 m, jedoch sind einzelne deutlich größer (0,9–1,3 m). Die Außenkanten der Röse sind teilweise undeutlich, die Oberfläche ist uneben. In der Mitte steht ein 0,4 m tiefes Steinkistenpaar von 2,8 × 2,0 m. Ihre Steinplatten sind 0,8 bis 1,5 m lang, 0,2 bis 0,4 m hoch und 5 bis 10 cm dick. Im Südosten findet sich eine 0,1 m hohe Randsteinkette aus 0,4 bis 0,6 m langen Steinen.

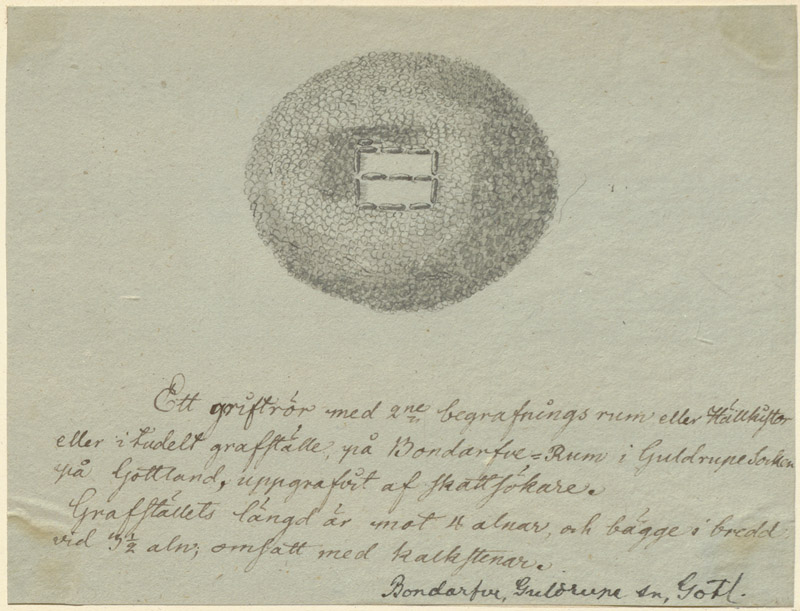
Röse von Guldrupe

In der Nähe stehen das Ringkreuz von Bondarve (Jakobs minnesten) und die Kirche von Guldrupe.